# Рахманкулов, Нагим Гарифович
Нагим Гарифович Рахманкулов — советский хозяйственный и политический деятель.

## Биография
Родился в 1932 году в деревне Коврига. Член КПСС.
В 1943—1952 гг. — колхозник, тракторист в колхозе села Коврига, тракторист колхоза «Беренче май» Пировского района Красноярского края.
В 1952—1956 гг. — военнослужащий Советской армии.
В 1956—1962 гг. — тракторист Пировской МТС, механик колхоза имени Калинина, слушатель совпартшколы, агроном колхоза имени Калинина.
В 1962—1992 гг. — председатель колхоза имени Калинина Пировского района Красноярского края.
Избирался депутатом Верховного Совета СССР 11-го созыва. Делегат XXVI съезда КПСС.
Жил в Пировском районе.

## Награды
- Орден Ленина
- Орден Октябрьской Революции
- Орден Трудового Красного Знамени
- Орден Знак Почёта